# Lewis Tewanima
Lewis Tewanima (auch: Louis Tewanima; * 1888 in Second Mesa (Arizona), USA; † 18. Januar 1969 ebenda) war ein US-amerikanischer Langstreckenläufer, der zur indianischen Ethnie der Hopi gehörte.
Es war eine Selbstverständlichkeit, dass Tewanima schon als Jugendlicher in der Schafzucht und Landwirtschaft der Hopi-Indianer eingesetzt wurde. Bei der Jagd auf Präriehasen zeigte sich erstmals sein läuferisches Talent. Als Junge legte Tewanima die gut 60 Meilen lange Strecke von Second Mesa nach Winslow im Laufschritt zurück, um die legendären Züge der Santa Fe Railway von San Francisco nach Chicago zu beobachten. Im Rückblick sagte er später dazu: „Es war Sommer, und die Tage waren lang.“
1906 wurde Tewanima von einem Kavallerieregiment der U.S. Army in Gewahrsam genommen, als diese in mehreren Indianerreservaten gegen diejenigen Bewohner vorging, die eine gesetzliche Verordnung missachteten, nach der Indianer ihre Kinder auf staatliche Schulen zu schicken hätten. 1907 wurde Tewanima daraufhin in die Carlisle Indian Industrial School in Carlisle, Pennsylvania eingewiesen. Diese Institution unterstand dem Bureau of Indian Affairs, ihr Zweck war die weitestmögliche Assimilation an die herrschende weiße Kultur.
Der zur selben Zeit in Carlisle beschäftigte Trainer für Leichtathletik und Football, Glenn Warner, entdeckte sofort das läuferische Talent von Tewanima und nahm ihn mit zu verschiedenen Wettkämpfen, die unter den diversen Highschools und Colleges ausgetragen wurden. Es gab dabei kaum einen Wettkampf, den Tewanima nicht gewann.
Für die Olympischen Sommerspiele 1908 in London wurden in den Vereinigten Staaten erstmals Ausscheidungswettkämpfe durchgeführt, die US-Trials. Für den Marathonlauf wurden zwei Veranstaltungen gewertet, an denen Tewanima jedoch nicht teilnahm. Dank der Fürsprache von Warner wurde Lewis Tewanima dennoch in das Team berufen und für den Marathonlauf aufgestellt.

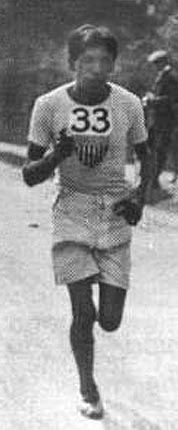
Lewis Tewanima 1908 beim olympischen Marathonlauf

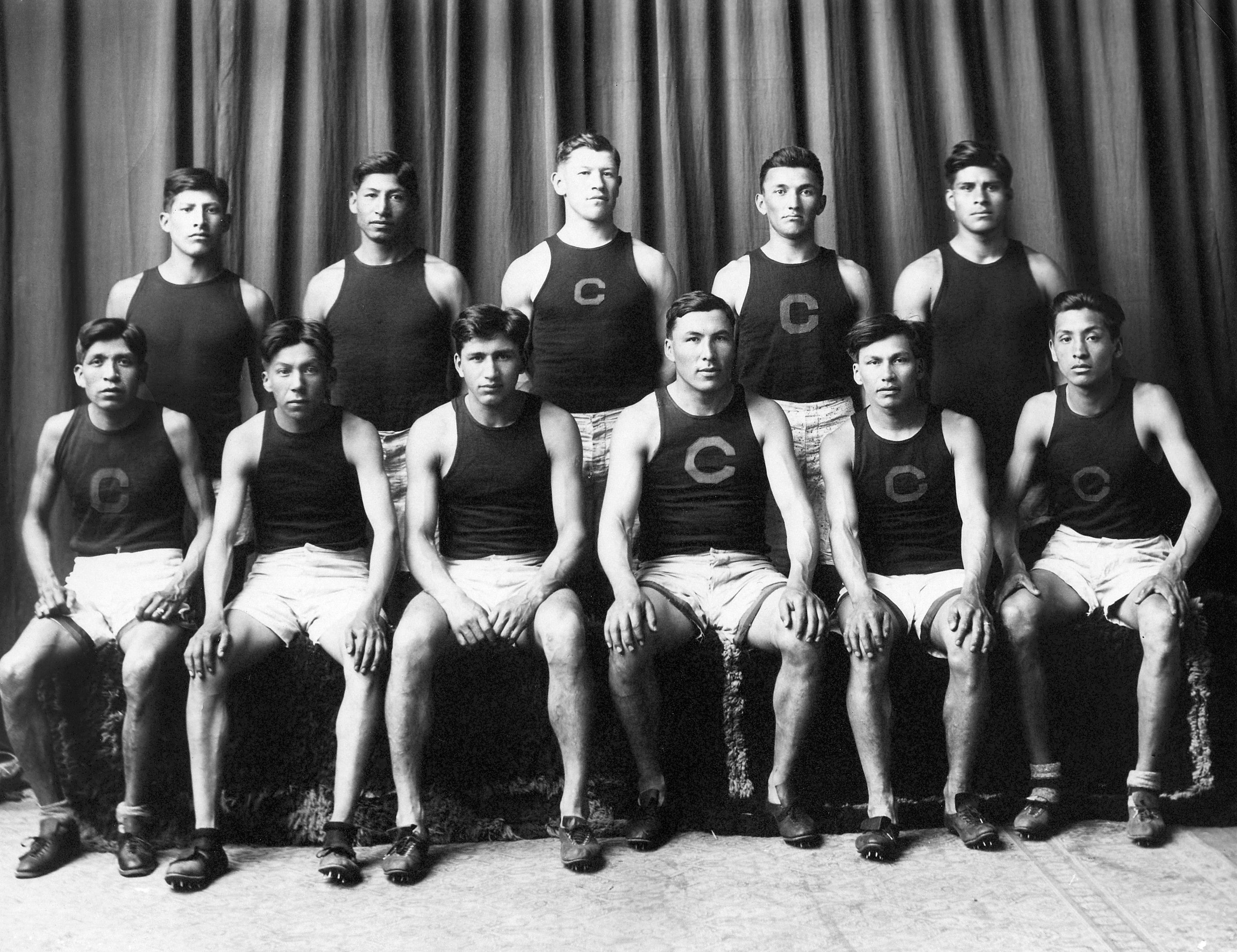
Die Mannschaft der Carlisle Indian Industrial School:
Tewanima sitzt ganz rechts, stehend in der Mitte Jim Thorpe

In London wurde dem erst 20 Jahre alten Tewanima für den Lauf ein Teamkollege zur Seite gestellt, der das richtige Tempo vorgeben sollte. Joseph Forshaw begleitete Tewanima auf den ersten 30 km, bis er schließlich erkannte, dass Tewanima mit Problemen zu kämpfen schien und das Tempo nicht mehr halten konnte. Forshaw lief allein mit erhöhtem Tempo weiter und wurde schließlich Dritter. Er war später der festen Überzeugung, er hätte den Sieg errungen, wenn er sich von Tewanima bereits einige Kilometer früher gelöst hätte. Tewanima kämpfte sich trotz seiner Probleme bis ins Ziel und wurde Neunter.
Zurück in Carlisle bildete Tewanima zusammen mit seinem Schulkollegen Jim Thorpe ein fast unschlagbares Leichtathletikteam, so dass die Carlisle Indian School bei Wettkämpfen gegen andere Schulen, die häufig mit 30 Athleten und mehr antraten, fast immer den Sieg davontrug.
1909 war Tewanima einer von 46 Weltklasseläufern, die an einem Laufwettkampf im Madison Square Garden in New York City über zehn Meilen teilnahmen. Tewanima gewann mit 54:27,8 Minuten, eine Zeit, die bis dahin noch kein Läufer über diese Strecke in der Halle jemals gelaufen hatte.

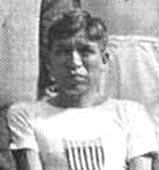
Lewis Tewanima im Trikot der US-Olympiamannschaft 1912

1911 richtete The Evening Mail, eine in New York beheimatete Zeitung, einen der ersten Läufe durch die Straßen von New York aus, der als ein Vorläufer der heute sehr beliebten Stadtmarathons und Cityläufe angesehen wird. Der Lauf führte über 12 Meilen (19,2 km) von der Bronx zur City Hall und hatte 1014 Teilnehmer. Laut Zeitungsberichten aus jener Zeit waren rund 1.000.000 Zuschauer zugegen, die Lewis Tewanima bei seinem Siegeslauf bejubelten. Seine Laufzeit betrug 1:09:16 h.
Für die Olympischen Spiele 1912 in Stockholm wurden, wie schon 1908, Ausscheidungswettkämpfe veranstaltet. Erneut beteiligte sich Tewanima hieran nicht. Von der läuferischen Klasse Tewanimas überzeugt beschloss man deshalb kurzerhand, den 1911 in New York ausgetragenen Lauf als Qualifikationswettkampf zu werten, so dass Tewanima als Sieger dieses Wettkampfs ins Aufgebot der US-amerikanischen Olympiamannschaft berufen werden konnte. So kam Tewanima zu seiner zweiten Teilnahme an Olympischen Spielen.
In Stockholm wurde erstmals bei Olympischen Spielen der 10.000-Meter-Lauf ausgetragen, die längste Wettkampfstrecke in einem Stadion war bis dahin der 5-Meilen-Lauf (8047 m). Neben Lewis Tewanima beteiligten sich 29 weitere Läufer, von denen sich in drei Vorläufen die jeweils ersten Fünf, also insgesamt 15 Läufer, für das Finale qualifizierten. Als Zweiter im zweiten Vorlauf, dazu noch mit der zweitbesten Zeit aller Läufer, hatte Tewanima kein Problem, sich ins Finale zu laufen, das schon einen Tag später ausgetragen wurde. Nur elf der 15 qualifizierten Läufer traten an. Hannes Kolehmainen lag von Beginn an in Führung und lief einem ungefährdeten Sieg entgegen. Die Läufer, die versuchten sein Tempo mitzugehen, fielen später zurück oder gaben auf. Tewanima hingegen vertraute auf sein eigenes Tempo und lag zur Hälfte des Rennens an zweiter Position, die er bis ins Ziel ebenfalls ungefährdet verteidigen konnte.
In zahlreichen Veröffentlichungen findet man die Behauptung, die von Tewanima gelaufene Zeit von 32:06,6 min wäre ein US-amerikanischer Rekord auf dieser Strecke gewesen, der 52 Jahre gehalten hätte. Dies ist unzutreffend. Zwar wurde zu jener Zeit für diese in den USA selten gelaufene Strecke keine offizielle Rekordliste geführt, doch ist belegt, dass William Kramer einen Monat vor dem olympischen Finallauf bei den US-amerikanischen Ausscheidungswettkämpfen eine Zeit von 31:43,6 min lief. Auch Kramer war in Stockholm beim 10.000-Meter-Lauf am Start, gab im ersten Vorlauf jedoch auf.
Tewanima beteiligte sich in Stockholm, wie schon 1908, auch am Marathonlauf. Bei sehr hohen Temperaturen hatten viele Läufer Schwierigkeiten, auch Tewanima gehörte dazu. Anfänglich hielt er sich noch zurück, doch ab der Hälfte der 40,2 km langen Strecke kämpfte er sich voran und lag fünf Kilometer vor dem Ziel an siebter Position mit knapp acht Minuten Rückstand auf die Spitze. Danach musste er seiner Tempoverschärfung und den anstrengenden Läufen über 10.000 Meter jedoch Tribut zollen und fiel zurück bis auf den 16. Platz.
Die Platzierungen bei Olympischen Spielen für Lewis Tewanima:
- IV. Olympische Spiele 1908, London
  - Marathon – Neunter mit 3:09:15,0 h (Gold an John Hayes aus den USA mit 2:55:18,4 h)
- V. Olympische Spiele 1912, Stockholm
  - 10.000 m – Silber mit 32:06,6 min (Gold an Hannes Kolehmainen aus Finnland mit 31:20,8 min; Bronze an Albin Stenroos aus Schweden mit 32:21,8 min)
  - Marathon – 16. Platz mit 2:52:41,4 h (Gold an Ken McArthur aus Südafrika mit 2:36:54,8 h)

Schon bald nach Rückkehr in die USA ließ Lewis Tewanima den Sport und die weite Welt hinter sich, zog sich zurück nach Second Mesa und verbrachte sein restliches Leben in seiner Heimat als Priester des Antelope-Clan, als Schafzüchter und als Obstbauer. Nur zweimal verließ er für kurze Zeit seine Heimat. 1954 bestieg er erstmals in seinem Leben ein Flugzeug, um nach New York zu fliegen, wo er die Ehrung für eine Berufung in das von der Helms Olympic Athletic Foundation ernannte All Time US Olympic Track and Field Team erhielt. 1957 reiste er nach Phoenix zur Aufnahme in die Arizona Sports Hall of Fame.
Lewis Tewanima starb mit 80 Jahren, als er wegen seiner verminderten Sehschärfe beim Rückweg von einer religiösen Zeremonie vom Weg abkam und eine annähernd 20 Meter hohe Felsklippe hinab stürzte.
1972 nahm man Tewanima postum in die American Indian Athletic Hall of Fame auf. Seit 1974 veranstaltet die Hopi Reservation in Second Mesa jährlich das Louis Tewanima Footrace im Gedenken an ihren berühmten Bruder. Es ist ein Crosslauf, der 5 und 10 km quer durch das Indianerreservat führt.